# Kannon van Kurume

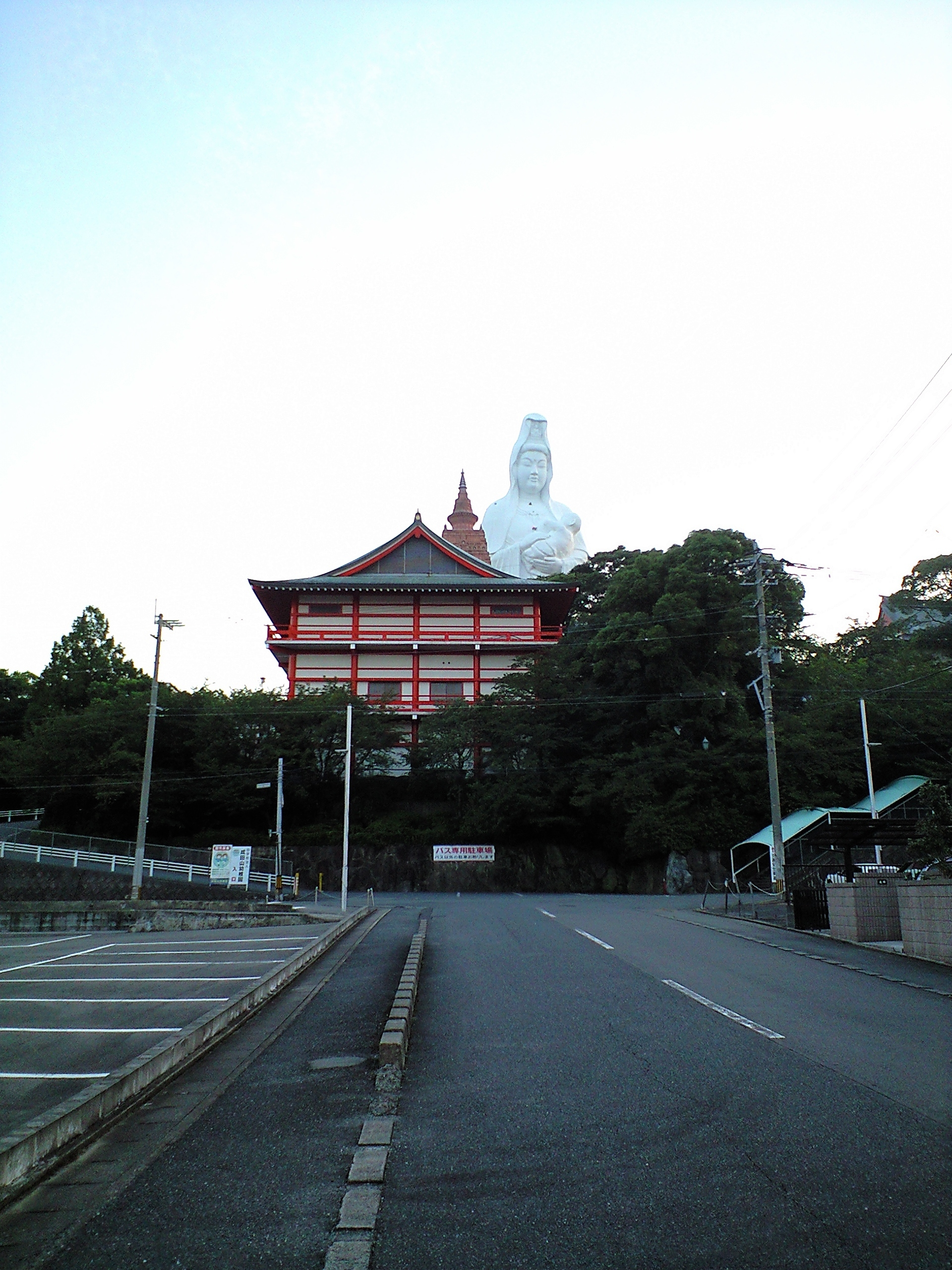
Standbeeld achter de tempel

De Kannon van Kurume of Jibo Kannon is een kolossaal standbeeld in de stad Kurume in de Japanse prefectuur Fukuoka.
Ten zuidwesten van het standbeeld staat de 38 meter hoge Heiwa Daibutsutoren dat een replica is van de Mahabodhitempel die in India staat.

## Geschiedenis
In 1958 werd de tempel opgericht. In 1983 werd het kolossale standbeeld gebouwd. De kosten van het standbeeld bedroegen ongeveer 2 miljard yen.

## Bouwwerk
Het witte beeld heeft een hoogte van 62 meter en is opgetrokken in gewapend beton. In het standbeeld kan men met een wenteltrap omhoog naar een observatievenster waar men in de verte de berg Unzen kan zien.
Het standbeeld beeldt Guanyin af, de godin van genade, die in Japan Kannon wordt genoemd. Op het voorhoofd heeft de godin een gouden plaat van 30 centimeter in doorsnede waarop 18 diamanten van drie karaat zijn ingelegd. Haar sierketting bevat een arrangement van 56 kristallen en jadestenen. In haar armen heeft ze een baby met een lengte van 13 meter.
Onder in het standbeeld bevindt zich het Hel en Paradijsmuseum die verschillende uitbeeldingen van de boeddhistische hemel en hel weergeven.